# Bothrops lanceolatus
Bothrops lanceolatus, vulgarmente conocida como fer-de-lance, víbora cabeza de lanza, víbora de Martinica o cabeza de lanza de Martinica es una víbora venenosa endémica de la isla mencionada. Hasta hoy, nadie ha podido explicar por qué medran en ella y están ausentes de todas las demás islas del Caribe, incluidas las más inmediatas.
Algunos científicos reservan el nombre de fer-de-lance para esta especie, mientras que otros llaman así a todas las del género Bothrops. No se conocen subespecies.

## Distribución
Endémica solo de la isla de Martinica, sin embargo el Museo Británico de Historia Natural posee dos únicos ejemplares procedentes de Guadalupe.

## Vexilología
La especie se encuentra dibujada en la bandera histórica (no oficial) de Martinica, uno de los pocos ejemplos de serpientes representadas en banderas (siendo la primera bandera naval de la Armada estadounidense y la bandera mexicana otros dos casos.

## Invasión a una ciudad
Bothrops lanceolatus protagonizó un extraño episodio el domingo 4 de mayo de 1902, cuatro días antes de la espantosa erupción del Monte Pelée que arrasó la ciudad de St. Pierre, matando a más de 30.000 personas.
Tal vez presintiendo las vibraciones del piso o por otros métodos de detección desconocidos, numerosas especies animales huyeron de la falda del volcán e invadieron la ciudad, intentando posiblemente refugiarse en ella. Hormigas caníbales, enormes ciempiés y miles de fer-de-lance atacaron todo hombre o animal que encontraron a su paso.
Aunque el gobernador ordenó al ejército matar a tiros a los reptiles, no pudo evitarse que mataran a 50 personas y a numerosos animales domésticos, principalmente caballos. Los muertos por B. lanceolatus se cuentan entre las primeras víctimas del trágico evento volcánico.[cita requerida]